# Gerd Kische
Gerd Kische (* 23. října 1951, Teterow) je bývalý východoněmecký fotbalista, obránce.

## Fotbalová kariéra
Ve východoněmecké oberlize hrál za FC Hansa Rostock. Nastoupil ve 182 ligových utkáních a dal 11 gólů. Za reprezentaci Východního Německa (NDR) nastoupil v letech 1971–1980 v 59 utkáních. Byl členem týmu na Mistrovství světa ve fotbale 1974, nastoupil ve všech 6 utkáních. V roce 1976 byl členem bronzového týmu na LOH 1976 v Montréalu, nastoupil v 5 utkáních.

## Ligová bilance
| Ročník           | Zápasy | Góly | Klub             |
| ---------------- | ------ | ---- | ---------------- |
| I. liga 1970/71  | 19     | 1    | FC Hansa Rostock |
| I. liga 1971/72  | 25     | 0    | FC Hansa Rostock |
| I. liga 1972/73  | 24     | 2    | FC Hansa Rostock |
| I. liga 1973/74  | 22     | 1    | FC Hansa Rostock |
| I. liga 1974/75  | 23     | 2    | FC Hansa Rostock |
| II. liga 1975/76 | 16     | 1    | FC Hansa Rostock |
| I. liga 1976/77  | 24     | 0    | FC Hansa Rostock |
| II. liga 1977/78 | 18     | 6    | FC Hansa Rostock |
| I. liga 1978/79  | 23     | 0    | FC Hansa Rostock |
| II. liga 1979/80 | 17     | 2    | FC Hansa Rostock |
| I. liga 1980/81  | 21     | 5    | FC Hansa Rostock |
| CELKEM I. liga   | 182    | 11   |                  |